# Johannes Willebrands

Erb Johannese Willebrandse

Johannes kardinál Willebrands (4. září 1909 Bovenkarpsel – 2. srpna 2006 Denekamp) byl nizozemský římskokatolický kněz, arcibiskup Utrechtu a nizozemský primas, vysoký úředník římské kurie.

## Biografie

### Kněz

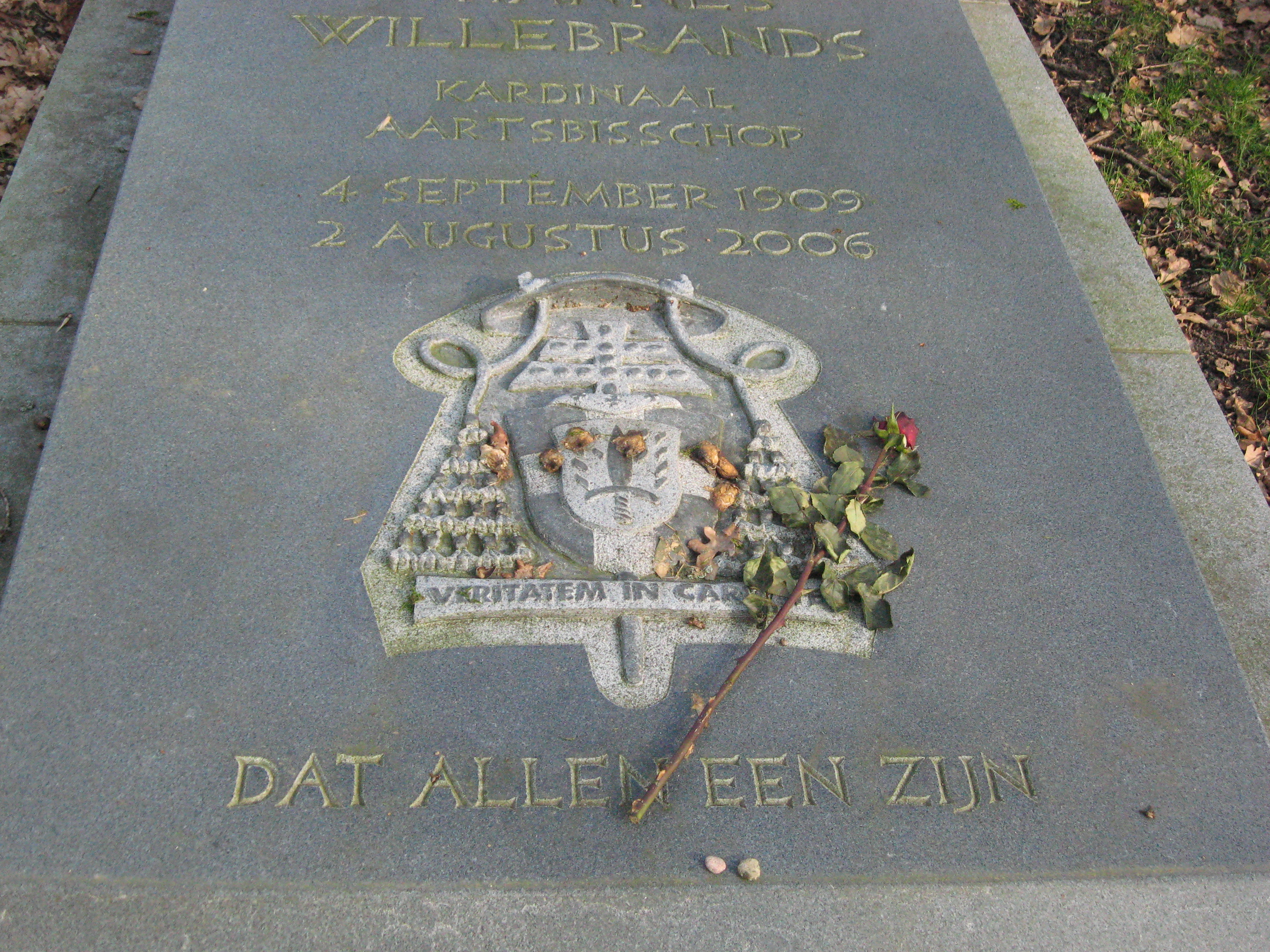
Náhrobek arcibiskupa J. Willebrandse

Studoval v semináři ve Warmondu a zde také přijal 26. května 1934 kněžské svěcení. Po svěcení pokračoval ve studiích na Papežské univerzitě Angelicum. Po návratu do vlasti působil jako kněz v diecézi Haarlem a přednášel v semináři ve Warmondu (v letech 1945 – 1960 zde byl rektorem).V červnu 1960 byl jmenován sekretářem ve vatikánském Sekretariátu pro jednotu křesťanů. Jako expert se účastnil jednání Druhého vatikánského koncilu.

### Biskup a kardinál
V červnu 1964 byl jmenován titulárním biskupem Mauriana, biskupské svěcení mu udělil papež Pavel VI. V dubnu 1969 se stal prezidentem Papežské rady pro jednotu křesťanů, při konzistoři o dva týdny později byl jmenován kardinálem.
V prosinci 1975 byl jmenován arcibiskupem Utrechtu, primasem a zároveň vojenským vikářem v Nizozemsku, své postavení v římské kurii si zachoval. Účastnil se obou konkláve v roce 1978. V listopadu 1982 rezignoval na funkci nizozemského vojenského vikáře, o rok později také na funkci arcibiskupa Utrechtu. V prosinci 1989 rezignoval na funkci prezidenta Papežské rady pro jednotu křesťanů. Byl posledním kardinálem, který vykonával úřad komořího kardinálského kolegia před zrušením této funkce v roce 1995. Od smrti kardinála Corrado Bafileho v únoru 2005 byl nejstarším žijícím kardinálem.
V roce 1997 odešel do františkánského kláštera v Denekampu, kde zemřel v roce 2006.